# Matthias Moth
Matthias Moth (27. marts 1649 i Odense – 19. marts 1719) var en dansk oversekretær og leksikograf, bror til Rudolph og Sophie Amalie Moth. 

## Uddannelse
Han var søn af kgl. livlæge Poul Moth (1601-1670) og Ida Dorothea Bureneus (1624-1684). 1665 blev han privat dimitteret til Københavns Universitet, hvor han valgte den berømte Thomas Bartholin til sin præceptor. Under hans vejledning begyndte han at studere medicin, tog bakkalavrgraden 1666, men drog så året efter til udlandet for at søge videre uddannelse. Rejsen gik først til Leiden, hvor han immatrikuleredes 1667 som studerende medicin, men i øvrigt ved vi ikke meget om hans ophold i udlandet; 1670 var han i Paris, da han kaldtes hjem ved faderens død. Siden er han dog atter rejst ud, og 1673 træffer vi ham igen i Leiden, stadig studerende medicin.

## Embedsmand
Det blev dog ikke som læge, at han skulle vinde sig et navn. Da han på ny vendte hjem til sit fædreland, valgte han som så mange unge mænd af den højere borgerstand at træde ind i statens administrative tjeneste. Moth havde desuden en ganske særlig grund dertil; hans søster Sophie Amalie var blevet kong Christian V's anerkendte mætresse, og han kunne håbe ved hendes hjælp at stige højt og hurtig. Lige i begyndelsen af året 1675 udnævntes han til assessor i Skatkammerkollegiet og senere hen på året tillige til stempelpapirsforvalter, 1676 til assessor i Danske og Tyske Kancelli og 1680 til kancelliråd og kammersekretær for de norske sager. 1688 blev han oversekretær i Danske Kancelli, foreløbig dog kun for de norske sager, men da Bolle Luxdorph, der samtidig med Moth var blevet oversekretær for de danske sager, i 1690 faldt i unåde, overtog Moth tillige hans forretninger; ganske vist blev Luxdorph taget til nåde igen året efter, men Moth ville nu ikke af med forretningerne, og Luxdorph blev herefter brugt som diplomat. 1693 blev Moth tillige deputeret ved Hofetaten og 1694 ved Land- og Søetatens Generalkommissariat. Ydre udmærkelser blev også i rigeligt mål Moth til del: 1679 fik han ret til at føre adeligt våben, 1684 blev han virkelig etatsråd, 1692 justitsråd med ordre til efter tilsigelse at møde i Højesteret, samme år tillige en af patronerne for Det kongelige Ridderakademi i København, 1693 Ridder af Dannebrog og 1695 gehejmeråd. 
Moth fik sæde i en del kommissioner (den permanente finanskommission af juli 1690, der fungerede som en art "overrentekammer", den oktober 1690 oprettede gehejme finanskommission (til maj 1691), kommissionerne angående handelens fremme af 1690 og 1693, og den store kommission i rådstuen af februar 1691 angående bortforpagtning af tolden) og øvede derigennem stor indflydelse på finanspolitikken.
Selv om søsteren har haft nogen indflydelse på Moths avancement, kan det dog ikke kaldes påfaldende hurtigt for den tid, end mindre i nogen måde ufortjent. Moth var sikkert en af de dygtigste embedsmænd på den tid, og han var i besiddelse af en overordentlig arbejdsevne. Hans forretninger som oversekretær måtte i høj grad lægge beslag på hans tid og kræfter, men ved siden deraf var han medlem af et stort antal kommissioner; særlig var han et af de mest brugte medlemmer i kommissionerne i rådstuen for slottet, og hans betænkninger her høre altid til de bedste indlæg. Desuden fik han overdraget en hel mængde forskellige bestillinger; således blev han 1694 en af direktørerne for Københavns Vandvæsen, 1696 deputeret i Politikommissionen og medlem af inspektionen med Brand- og Belysningsvæsenet i København og 1697 meddirektør for Børnehuset. I en række af år styrede han tillige det danske postvæsen. Dette var 1685 overdraget til Christian Gyldenløve, Christian V's søn med Sophie Amalie Moth, men da han naturligvis ikke selv kunne styre det, indsattes der direktører til at lede det i hans navn. Som sådan fungerede Moth fra 1688-99, først i forening med Jens Rosenheim og efter dennes død 1690 alene. Han havde meget store fortjenester af postvæsenets bedre ordning og synes i modsætning til en senere tid at have holdt særdeles god orden. 

## Videnskabeligt interesseret
Moth var en alsidig dannet mand med mange kundskaber og stor interesse for videnskaben. Som oversekretær støttede han den på mangfoldige måder, og mange af dens dyrkere stod i stor taknemmelighedsgæld til ham, således Peder Syv, den yngre Thomas Bartholin, Thormod Torfæus, Peder Kylling og Arne Magnussen; den sidste boede i lang tid i hans hus og blev ved hans indflydelse udnævnt til arkivsekretær i Gehejmearkivet, hvorover Moth som oversekretær havde den øverste ledelse. Moth var dog ikke alene videnskabens ynder, men han fik trods sine mange embedsforretninger også tid til selv at dyrke den; han oversatte således Ovids Metamorfoser, men det gik med denne oversættelse som med hans store ordbog, den kom aldrig ud, men findes i håndskrift på Det Kongelige Bibliotek. Moth var en stor bogven og samlede et betydeligt og udsøgt bibliotek.

## Fald fra magten
Moth havde i høj grad været kong Christian V's betroede mand og haft en stor indflydelse på statens styrelse i denne konges sidste leveår, men med Christian V's død var også hans politiske rolle udspillet. Han havde skabt sig mange og mægtige modstandere og altid stået i spændt forhold til kronprins Frederik; dertil kom, at søsteren, der tidligere havde været ham en stærk støtte, nu ganske naturlig kom til at blive det modsatte. Kort efter tronskiftet (1699) fik Moth sin afsked og levede nu som privatmand til sin død, 19. marts 1719, ivrig beskæftiget med arbejdet på sin ordbog.
Moth ejede en gård ved Stormbro, opført 1682, og i Søllerød Kirke lod han 1703 bygge en lukket stol.

## Leksikograf
Som leksikograf har Matthias Moth gjort sig fortjent ved sin ordbog over det danske sprog. Han begyndte på dette værk 1680, og han arbejdede derpå med flid og udholdenhed til sin død. For at få medhjælpere lod han, da han var blevet oversekretær i det Danske Kancelli, udgå opfordring til biskopperne i Danmark og Norge om blandt de akademisk dannede i deres stifter at udsøge mænd, der vare i besiddelse af evner og havde interesse for sagen. En del af dem, der meldte sig, sendte værdifulde bidrag; men hovedarbejdet hvilede dog stadig på Moth det meste samlede, ordnede, udarbejdede og skrev han selv, og han nåede så vidt frem, at ordbogen var så godt som færdig til trykning. Han lod trykke to, i indhold og udstyrelse forskellige, små prøver. Men hele det store værk, 60 foliobind, gik i håndskrift over til hans arvinger, der 1753 solgte det til kongen. Det henstod siden i Gehejmearkivet, til det 1784 afleveredes til Det Kongelige Bibliotek. For senere ordbøger over dansk sprog har Moths ordbog været en rig og uudtømmelig kilde. 
Moths ordbog vil ikke blot beskrive sproget, men også berige det. Ved siden af de almindelig brugte danske ord og de tekniske ord forekommer der derfor ord fra almuemålene, forældede ord, norske, færøske, ja endog islandske ord og endelig sammensatte og afledte ord, som Moth synes selv at have dannet. Ordet opføres med latinsk oversættelse, med angivelse af bøjning og med en på dansk affattet forklaring af dets brug og betydning. Undertiden anføres ordets form i almuemålene, derimod sjælden beslægtede ord fra fremmede sprog. Ordets brug oplyses ved anførelse af en mængde talemåder, vendinger, mundheld, ordsprog og lignende, i reglen med latinsk oversættelse. Når undtages citater af enkelte forfattere som Peder Laale, indeholder den meget få sådanne fra dansk litteratur; det meste er hentet fra samtidens daglige omgangssprog. Med hensyn til retskrivningen synes Moth ikke at have været fuldt enig med sig selv om, hvilken vej han ville gå. Han har snart bibeholdt den på hans tid i trykte bøger almindelig anvendte stavning, snart har han indført forandringer. Almindelig er brugen af k, s, ks, kv for c, z, x, qv, ligeså v mellem selvlyd for fv, ligeså â for å (men à for langt a), ê for ee osv. Undertiden indskrænker forandringen sig ikke til retskrivningen, idet den i det talte sprog brugte form anføres i stedet for eller ved siden af den afvigende traditionelle litterære.
Moths Ordbog: Historisk ordbog hos DSL

## Ægteskab
Moth blev gift 23. januar 1676 i Vor Frue Kirke i København med Kirstine Aagaard (død 6. februar 1698 i København og begravet i Vor Frue Kirke), datter af sognepræst i Ørum, Viskum og Vejrum Anders Lauridsen Aagaard (1609-1661) og Mette Pedersdatter Ostenfeld (død 1689, gift 2. gang med sognepræst i Ørum Niels Olufsen Mariager, død 1679).
Han er begravet Vor Frue Kirke i København. Moth er gengivet på Jacques d'Agars maleri af Højesteret (1697, De Danske Kongers Kronologiske Samling).